# Adrienne Wilkinson
Adrienne Wilkinson é uma atriz americana mais conhecida por seu papel de Eve na série de TV Xena: Warrior Princess.

## Biografia

### Vida Pessoal
Adrienne Marie Wilkinson nasceu em 1 de Setembro de 1977 em Memphis, Missouri, e começou a estudar dança com dois anos e na mesma época fazia recitais na escola. Na escola, entrou pro teatro e logo lhe foram oferecidos dois papéis na TV, dois dias depois que se formou, mudou-se pra Nova York a fim de ser atriz.

## Filmografia

### Atriz
- Lakeshore Drive (2006)
- The Sopranos: Road to Respect (2006)
- Going Up! (2006)
- WalkAway (2006)
- Expectation (2006)
- Yesterday's Dream (2006)
- Reflections (2006)
- Charmed (2005)
- Still Charmed and Kicking (2005)
- Xena Warrior Princess (1999-2001)(2005)
- ER (2005)
- The Show Must Go On (2005)
- Wings (2005)
- Pomegranate (2005)
- Kill switch (2003)
- Days of Our Lives (2003
- Angel (2003)
- Orpheus (2003)
- Interceptor Force 2 (2002)
- If.... (2002)
- Undressed (2001)
- Chicken Soup for the Soul (2000)
- The Right Thing (2000)
- Saved by the Bell: The New Class (1997)
- Suddenly Ryan (1997)
- Sweet Valley High (1996)
- The Tooth Hurts, Doesn't It? (1996)
- Return (1996)

### Produtora
- Expectation (2006)
- WalkAway (2006)

### Ela Mesma
- Celebrity Art Show (2008)
- Celebrity Duets (2006)
- Xena Warrior Princess: The Final Season (2005)
- Double Dare (2004)
- Nicole Kidman: An American Cinematheque Tribute (2003)

### Voz
- Star Wars: The Force Unleashed (2008)
- Saints Row 2 (2008)
- Bratz 4 Real (2007)
- The Sopranos: Road to Respect (2006)
- Saints Row (2006)
- Let's Talk Puberty for Girls (2006)
- Let's Talk Puberty for Boys (2006)
- Neopets: The Darkest Faerie (2005)
- Dead to Rights II (2005)
- EverQuest II (2004)
- Scooby-Doo 2: Monstros à Solta (2004)
- Kill.switch (2003)

### Arquivo Fotográfico
- Xena: Warrior Princess (2001)
- The 52nd Annual Primetime Emmy Awards (2000)